# Rusłan Pimienow
Rusłan Walerijewicz Pimienow (ros. Руслан Валерьевич Пименов, ur. 25 listopada 1981 w Moskwie) rosyjski piłkarz grający na pozycji napastnika.

## Kariera klubowa
Pimienow pochodzi z Moskwy. Jest wychowankiem Torpeda Moskwa. Następnie trenował także w Torpedo-ZIŁ Moskwa, ale w obu klubach nie poznano się na jego talencie i w 1999 roku trafił on do Lokomotiwu Moskwa. Wtedy też zadebiutował w Premier Lidze, a w ostatniej kolejce ligowej, 8 listopada, zdobył swojego pierwszego gola w lidze, w wygranym 3:0 meczu z Rostselmaszem Rostów. Lokomotiw wywalczył wówczas wicemistrzostwo Rosji. W 2000 roku powtórzył to osiągnięcie (zdobył także Puchar Rosji), a także rok później, w 2001 (także krajowy puchar). Wtedy też Pimienow był już podstawowym zawodnikiem klubu tworząc atak z Maksymem Buznikinem i Jamesem Obiorahem. W 2002 roku po raz pierwszy został mistrzem Rosji oraz dotarł do drugiej fazy grupowej Ligi Mistrzów. W Lokomotiwie spędził także rok 2003 – 4. miejsce i 2004 – mistrzostwo Rosji. W tym samym roku dotarł też do 1/8 finału Ligi Mistrzów.
W 2005 roku Pimienow przeszedł do francuskiego FC Metz. W Ligue 1 zadebiutował 23 kwietnia w zremisowanym 0:0 meczu z AS Saint-Étienne. W Metz rozegrał tylko 3 ligowe mecze i po sezonie wrócił do Rosji zostając piłkarzem Spartaka Władykaukaz, ale spędził tam ledwie pół roku i zdołał jeszcze zaliczyć jeden mecz w Lokomotiwie. W 2006 roku zaliczył 7 meczów w FC Metz, a następnie przez pół roku pozostawał bez klubu. W 2007 roku podpisał umowę z Dinamem Moskwa. W latach 2008–2009 nie rozegrał żadnego ligowego spotkania, a w 2010 roku został piłkarzem Dynama Mińsk, po czym zakończył karierę piłkarską.
| Sezon   | Klub                | Kraj     | Rozgrywki        | Mecze | Bramki |
| ------- | ------------------- | -------- | ---------------- | ----- | ------ |
| 1999    | Lokomotiw Moskwa    | Rosja    | Priemjer-Liga    | 4     | 1      |
| 2000    | Lokomotiw Moskwa    | Rosja    | Priemjer-Liga    | 13    | 1      |
| 2001    | Lokomotiw Moskwa    | Rosja    | Priemjer-Liga    | 23    | 3      |
| 2002    | Lokomotiw Moskwa    | Rosja    | Priemjer-Liga    | 18    | 7      |
| 2003    | Lokomotiw Moskwa    | Rosja    | Priemjer-Liga    | 11    | 1      |
| 2004    | Lokomotiw Moskwa    | Rosja    | Priemjer-Liga    | 14    | 4      |
| 2004/05 | FC Metz             | Francja  | Ligue 1          | 3     | 0      |
| 2005    | Spartak Władykaukaz | Rosja    | Priemjer-Liga    | 6     | 0      |
| 2005    | Lokomotiw Moskwa    | Rosja    | Priemjer-Liga    | 1     | 0      |
| 2005/06 | FC Metz             | Francja  | Ligue 1          | 7     | 0      |
| 2007    | Dinamo Moskwa       | Rosja    | Priemjer-Liga    | 23    | 5      |
| 2008    | Dinamo Moskwa       | Rosja    | Priemjer-Liga    | 0     | 0      |
| 2009    | Dinamo Moskwa       | Rosja    | Priemjer-Liga    | 0     | 0      |
| 2010    | Dynama Mińsk        | Białoruś | Wyszejszaja liha |       |        |

## Kariera reprezentacyjna
W reprezentacji Rosji Pimienow zadebiutował 17 maja 2002 roku w zremisowanym 1:1 meczu z Białorusią. Został też powołany do 23-osobowej kadry na MŚ 2002. Tam zagrał w dwóch grupowych meczach: wygranym 2:0 z Tunezją oraz przegranym 0:1 z Japonią. Od tego czasu znajduje się poza narodową reprezentacją, w której wystąpił 4 razy.